# Ministère de l'Intérieur (république de Chine)
Pour les articles homonymes, voir Ministère de l'Intérieur.
Le ministère de l'Intérieur (officiellement en anglais : Ministry of the Interior (MOI), en chinois traditionnel : 內政部 ; pinyin : Nèizhèng bù) est un des ministères de la branche exécutive du gouvernement de la république de Chine (en), chargé des affaires intérieures.

## Histoire
Le ministère est créé en 1912, lors de la formation de la république de Chine.

## Structure
Parmi l'organisation interne du ministère, on retrouve :

### Départements
- Secretariat
- Department of Civil Affairs
- Department of Household Registration Affairs
- Department of Land Administration
- Cooperative and Civil Associations Preparatory Office
- Department of General Affairs
- Department of Personnel
- Department of Civil Service Ethics
- Department of Accounting
- Department of Statistics
- Legal Affairs Committee
- Petitions and Appeals Committee
- Information Management Center

### Agences
- National Police Agency
- Construction and Planning Agency
- National Fire Agency
- Conscription Agency
- National Immigration Agency
- Central Police University
- Architecture and Building Research Institute
- National Airborne Service Corps

### Autres organismes
- National Land Surveying and Mapping Center
- Land Consolidation Engineering Bureau